# 171 (liczba)
171 (sto siedemdziesiąt jeden) – liczba naturalna następująca po 170 i poprzedzająca 172.

## W matematyce
- 171 jest liczbą Harshada[1]
- 171 jest liczbą trójkątną[2]
- 171 jest liczbą szczęśliwą[3]
- 171 jest palindromem liczbowym, czyli może być czytana w obu kierunkach, w pozycyjnym systemie liczbowym o bazie 7 (333) oraz bazie 10 (171)
- 171 należy do siedmiu trójek pitagorejskich (140, 171, 221), (171, 228, 285), (171, 528, 555), (171, 760, 779), (171, 1620, 1629), (171, 4872, 4875), (171, 14620, 14621).

## W nauce
- liczba atomowa unseptunium (niezsyntetyzowany pierwiastek chemiczny)
- galaktyka NGC 171
- planetoida (171) Ophelia
- kometa krótkookresowa 171P/Spahr

## W kalendarzu
171 dniem w roku jest 20 czerwca (w latach przestępnych jest to 19 czerwca). Zobacz też co wydarzyło się w roku 171, oraz w roku 171 p.n.e.